# Lamblore
Lamblore ist eine französische Gemeinde mit 323 Einwohnern (Stand: 1. Januar 2022) im Département Eure-et-Loir in der Region Centre-Val de Loire; sie gehört zum Arrondissement Dreux und zum Kanton Saint-Lubin-des-Joncherets.

## Geographie
Lamblore liegt etwa 52 Kilometer nordwestlich von Chartres am gleichnamigen Flüsschen Lamblore. Umgeben wird Lamblore von den Nachbargemeinden Boissy-lès-Perche im Norden, Morvilliers im Norden und Nordosten, La Puisaye im Osten und Südosten, Les Ressuintes im Südosten und Süden sowie La Ferté-Vidame im Süden und Westen.

## Bevölkerungsentwicklung
| Jahr                       | 1962 | 1968 | 1975 | 1982 | 1990 | 1999 | 2006 | 2020 |
| Einwohner                  | 273  | 268  | 214  | 319  | 358  | 375  | 394  | 325  |
| Quellen: Cassini und INSEE |      |      |      |      |      |      |      |      |

## Sehenswürdigkeiten

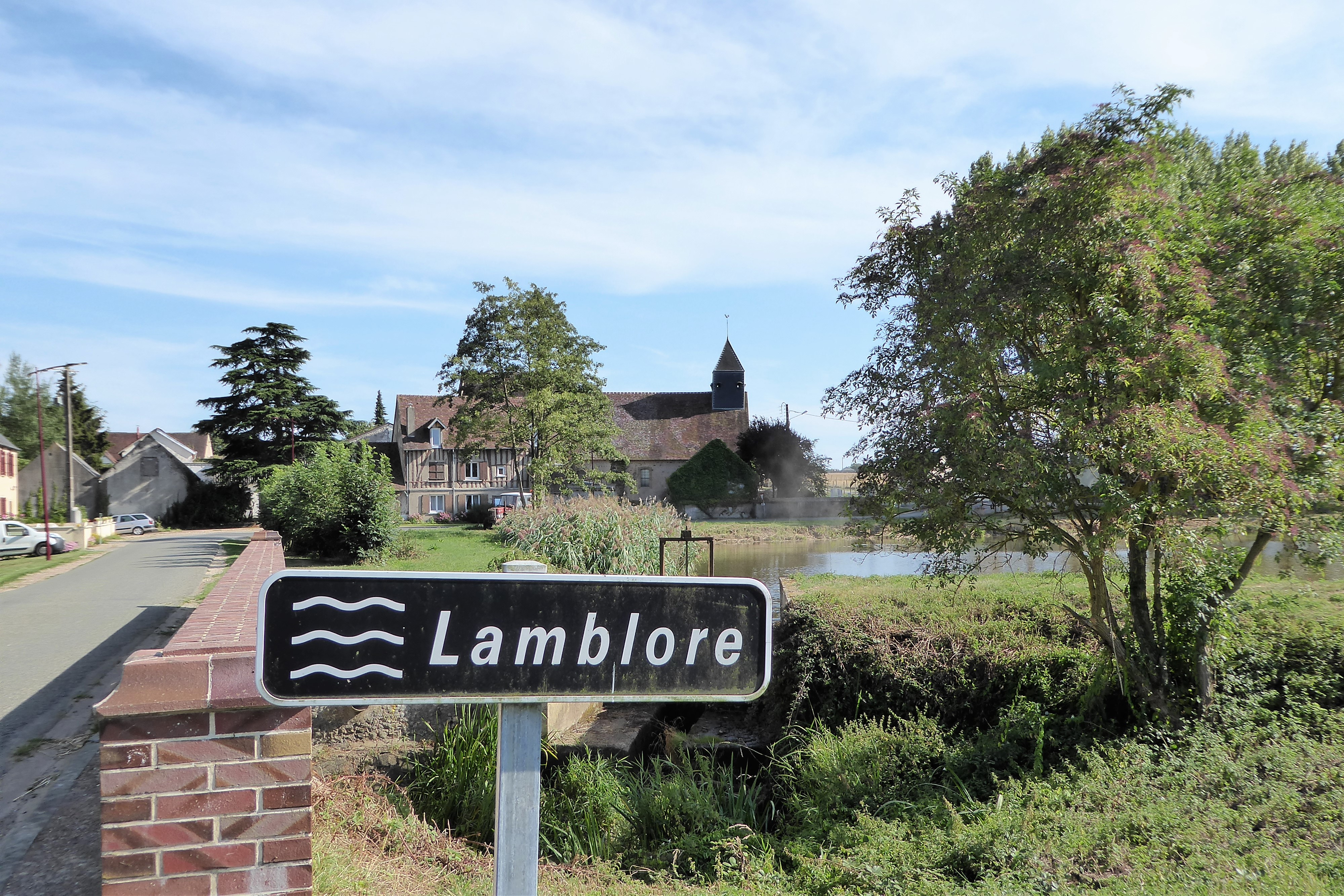
Kirche Saint-Martin (im Hintergrund)

- Kirche Saint-Martin